# Кёгна-Худат
Кёгна-Худат (азерб. Köhnə Xudat, лезг. ЦIуру Хтар) — село в Гусарском районе Азербайджанской Республики. Административный центр Кёгна-Худатского муниципалитета.

## География
Село расположено в 4  км от районного центра Гусар.
Ближайшие населённые пункты:  Эведжуг, Гедезейхур и сам город Гусар.

## Сихилы
Село Кёгна-Худат основал многочисленный лезгинский сихил «Хтар»
1. Игъирар
2. Багъийар

Также в селе проживают сихилы:
1. Агарзайар
2. Чахчахар
3. КьепIирар
4. Микрагьар
5. Угъулар/Ыгылар
6. Ахцегьар/Эхцегьар
7. ТIигьирар
8. Текийар
9. КIелетар

Помимо этого селения сихил основал Цуру Худат казмаяр, новый Худат и на территории Дагестана Магарамкент, также проживают в сёлах Гада-Зейхур, Суваджал и некоторых лезгинских сёлах на территории Дагестана.

## Население
По итогам переписи населения 2009 года в селе насчитывалось 1851 жителей. Однако на постоянной основе селе проживает 1/3 этого населения из-за проблемы постоянного оттока населения в крупные города главным образом в Баку и города России.
Национальный состав целиком сложен лезгинами, которые исповедуют ислам суннитского толка.

## История
Приблизительный возраст села 2000 лет, об этом свидетельствуют многочисленные старинные могилы и захоронения. В оборонительных целях селение было основано в гористой и лесистой местности. В село ведут сразу 5 дорог что позволяло хтарвинцам(худатцам) быть своеобразным центром для региона, но все эти дороги были под постоянным контролем дозорных села.  Кроме того, за окрестностями села следили с высокой скалы находящей ближе к селу Гадацийхур.
В 1918 году лезгинский сихил «хтарар» вместе с другими сихилами оказали решительное сопротивление  большевику Д. Геловани, вынудив его отступить.  
В апрелеле этого же года сюда двинулся уже многочисленный крупный дашнакский отряд под командованием Амазаспа и большевистского комиссара Венунца.
Большевики хотели уничтожить не только один сихил но и весь лезгинский народ, об этом признается присланный большевиками Амазасп, что ему приказано «уничтожить всех мусульман от берегов моря (Каспийского) до Шахдага». Отрядомом Амазаспа был сожжен Цуру Худат и 121 других сел  в районе Кубинской губернии(совр. Гусарский, Губинский и Хачмазский район) . 
О причинах этого зверства над невинными людьми Генпрокурор СССР Р. А. Руденко, пояснял:
В этом отряде я был по приказанию чрезвычайного уполномоченного Бакинского совнаркома в Дагестане тов. Нанейшвили, который мне как коммунисту поручил следить за тем, чтобы со стороны дашнаков было меньше зверств. В этом отряде я пробыл примерно неделю. Отряд этот был послан Бакинским совнаркомом для освобождения Кубы. Верно, за эту неделю дашнаки вырезали много невинных людей.